# Старая Гута (Дунаевецкий район)
Старая Гута (укр. Стара Гута) — село в Дунаевецком районе Хмельницкой области Украины.
Население по переписи 2001 года составляло 1024 человека. Почтовый индекс — 32422. Телефонный код — 3858. Занимает площадь 3,028 км². Код КОАТУУ — 6821888501.

## Местный совет
32422, Хмельницкая обл., Дунаевецкий р-н, с. Старая Гута